# 秦皇岛市玻璃博物馆
秦皇岛市玻璃博物馆，位于河北省秦皇岛市海港区文化路44号，是由秦皇岛市人民政府投资建设的以玻璃为主题的公立博物馆，也是中华人民共和国第一家玻璃主题国有博物馆。是秦皇岛市旅游和文化广电局直属正科级事业单位，分管领导二级调研员付红，现任馆长马猛。

## 简介
秦皇岛市玻璃博物馆于2010年12月成立。整个园区依托始建于1922年的耀华玻璃厂旧址建设，是河北省重点文化遗产保护工程。博物馆总占地面积11.25亩，建筑面积2822平方米，由博物馆区、服务区、临展区、辅助设施区组成。2012年8月6日开馆并免费向公众开放。秦皇岛市玻璃博物馆是公益性文化设施。
秦皇岛市玻璃博物馆的展览主题为“天地凝光”。展区分为四个：“古代玻璃及发展”，“中国玻璃工业摇篮”，“中国当代玻璃工业”，“璀璨神奇的玻璃艺术”。